# Impasse Marie-de-Régnier
L'impasse Marie-de-Régnier est une voie du 16e arrondissement de Paris, en France.

## Situation et accès
L'impasse Marie-de-Régnier est une voie mixte située dans le 16e arrondissement de Paris. Elle débute au 14, avenue René-Boylesve et se termine en impasse non totalement fermée, permettant l'accès uniquement piéton à la rue Charles-Dickens.

## Origine du nom
Elle porte le nom de la poétesse et romancière Marie de Régnier, née Marie de Heredia (Paris, 1875-1963).

## Historique
Cette impasse est ouverte en 1930 dans l'ancien parc des Eaux minérales de Passy sous le nom provisoire « voie E/16 ». Elle prend sa dénomination actuelle par un arrêté municipal du 2 novembre 2006.